# Gorchi-Tereldsch-Nationalpark
Der Gorchi-Tereldsch-Nationalpark (mongolisch Горхи-Тэрэлж, Bach-Rhododendron) liegt im Norden der Mongolei unweit von Ulaanbaatar. Im Norden grenzt das Khan-Chentii-Schutzgebiet an den Nationalpark. Der Park wurde 1993 ausgewiesen.
Im Süden des Parkes liegt das Dorf Terenj, das durch eine asphaltierte Straße an die Hauptstadt Ulaanbaatar angeschlossen ist. In diesem Bereich findet sich auch touristischen Unterkünfte. Der weitaus größere, nördlichere Teil des Nationalparks ist jedoch weitgehend unbesiedelt und kaum zugänglich.

## Bilder

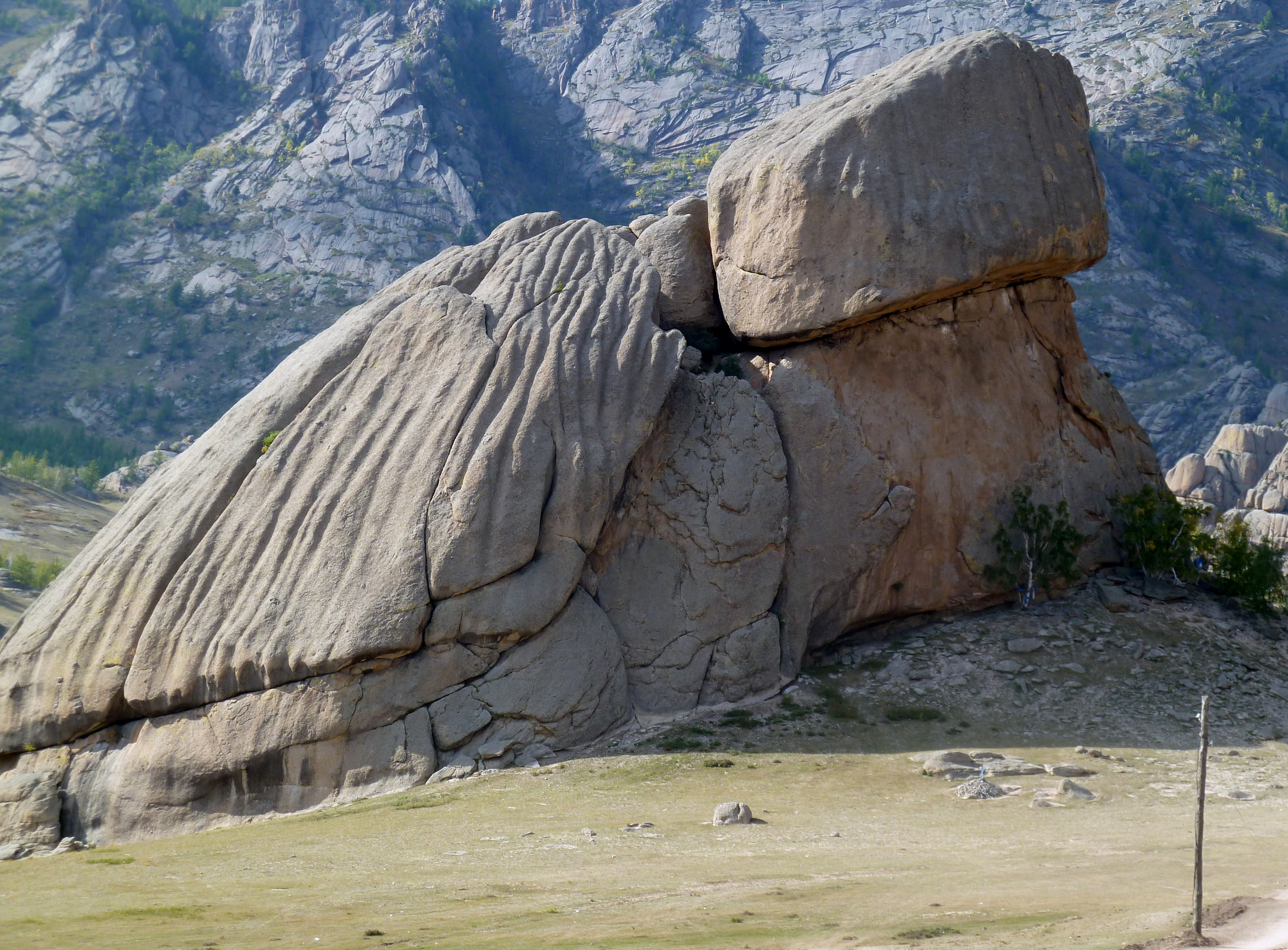
Turtle Rock
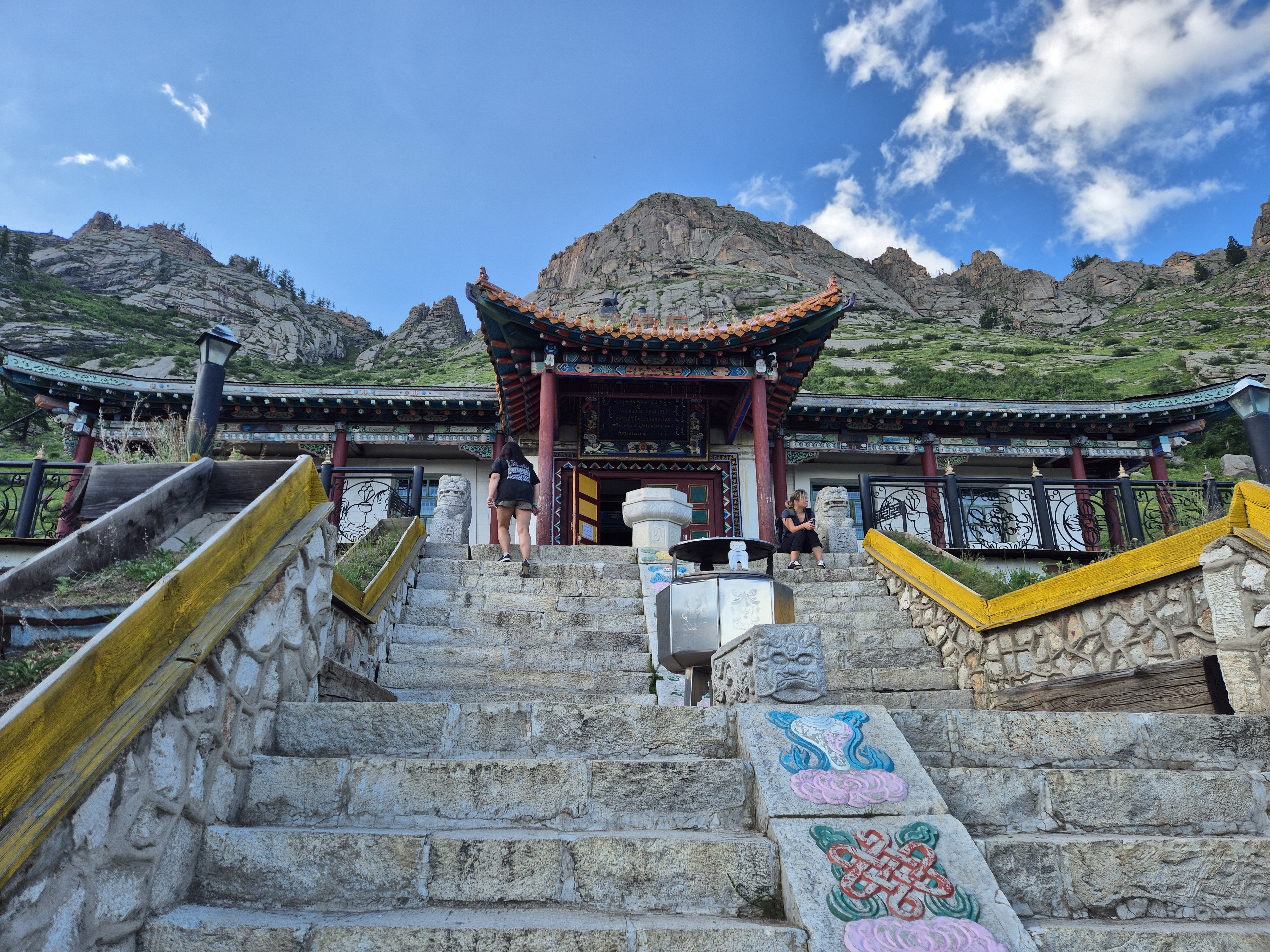
Buddhistischer Tempel am Berghang
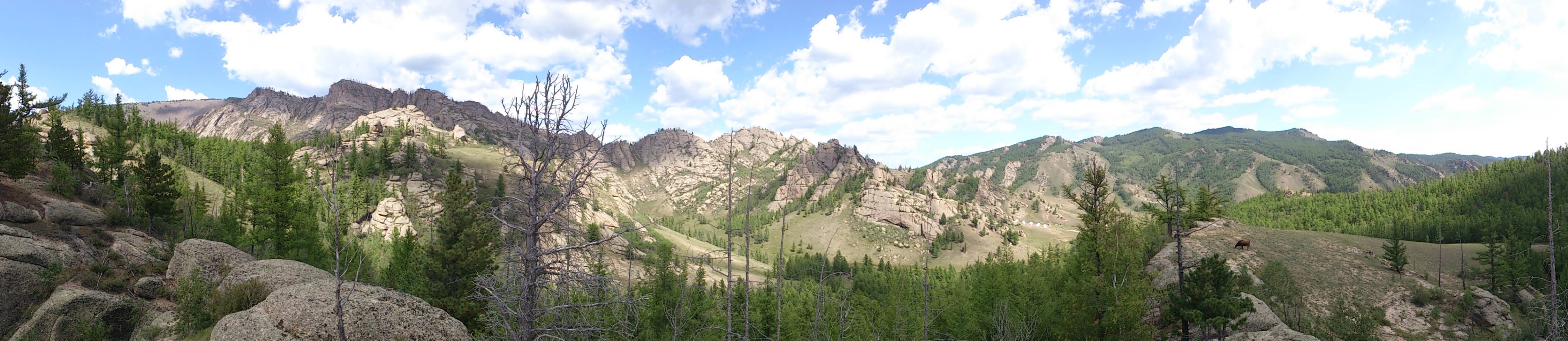
Gebirgszug
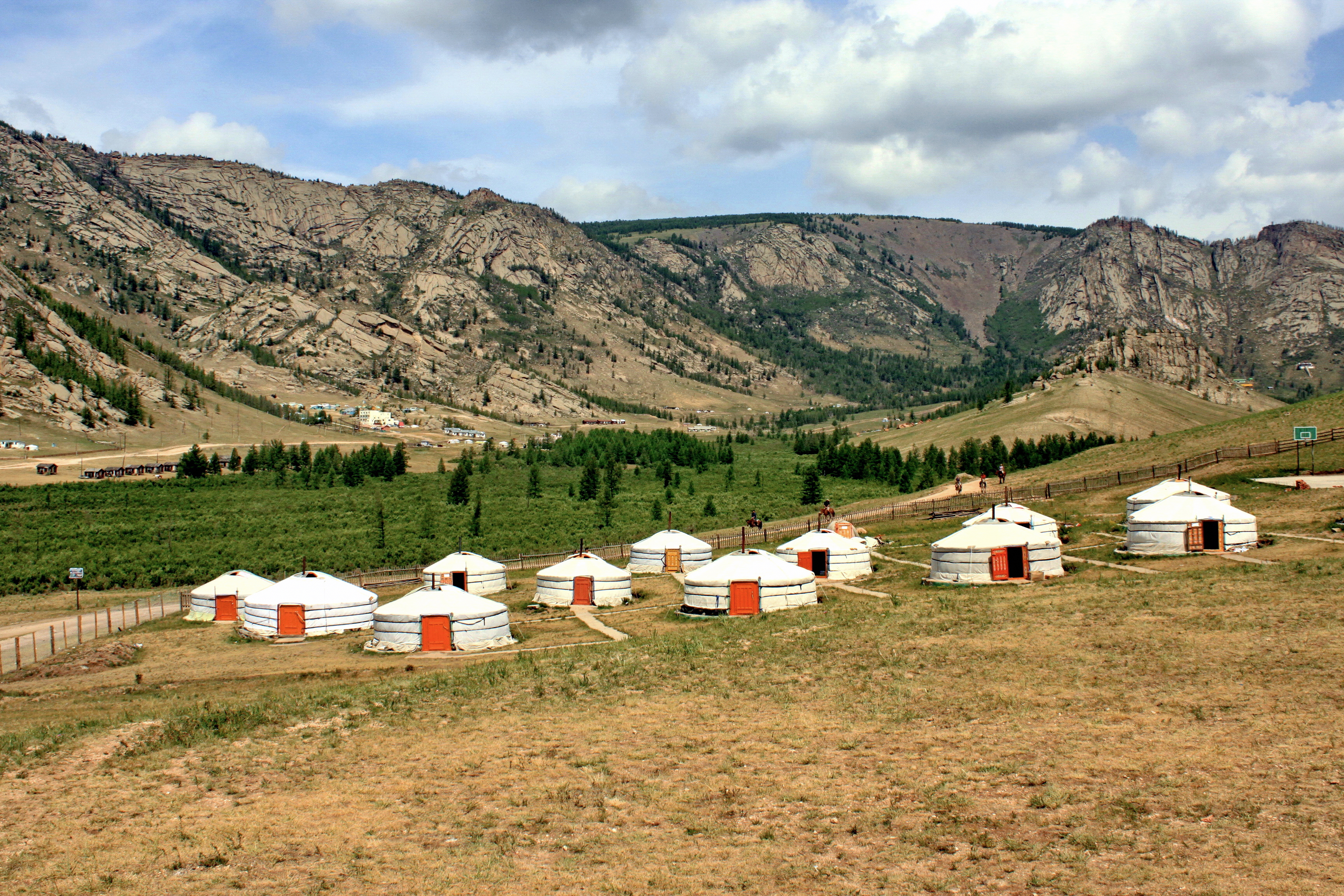
Jurten als Unterkünfte für Touristen
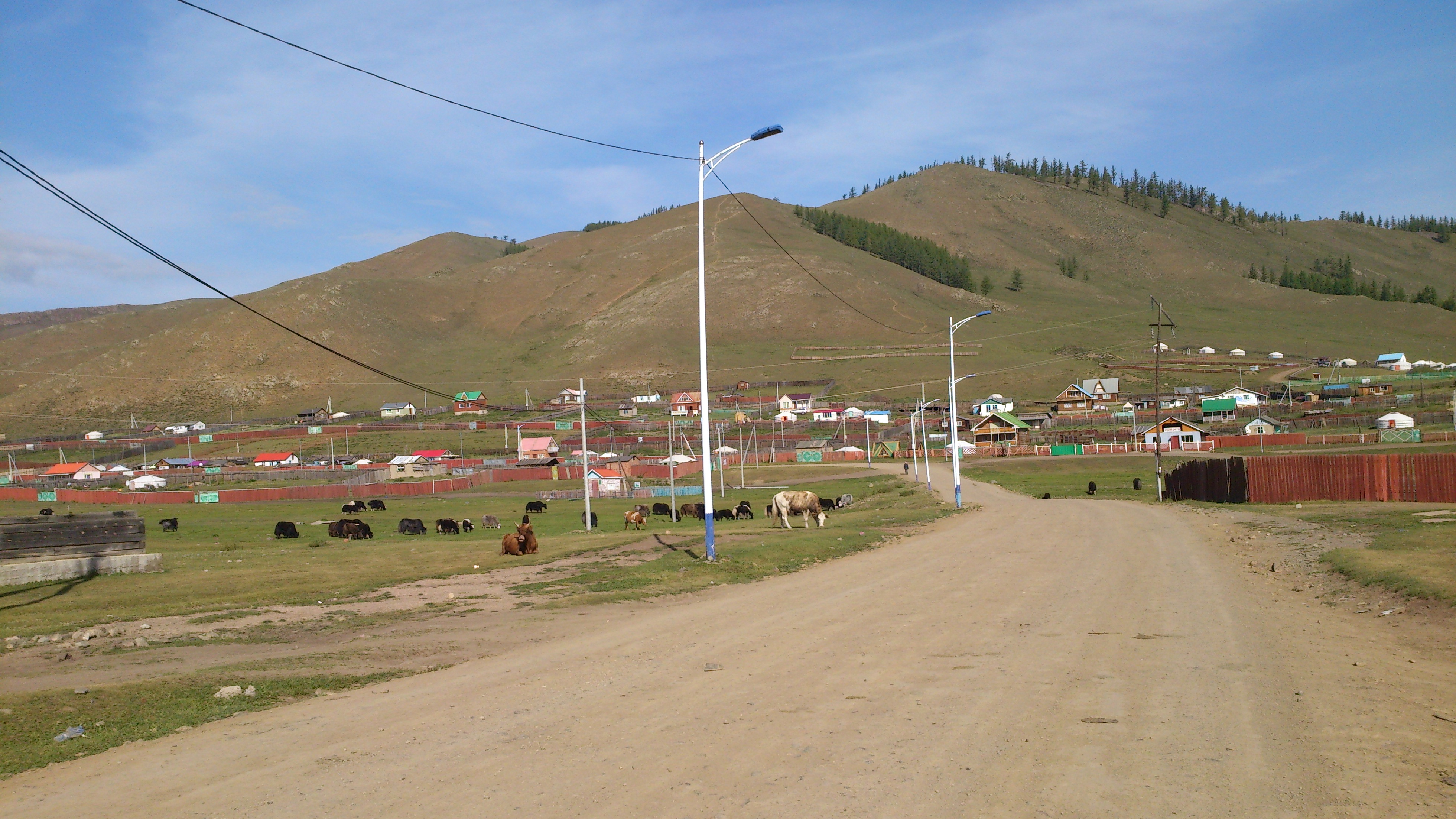
Im Dorf Terelj